# Epicauta diana
Epicauta diana är en skalbaggsart som beskrevs av Pinto 1991. Epicauta diana ingår i släktet Epicauta och familjen oljebaggar. Inga underarter finns listade i Catalogue of Life.